# 青森朝日放送
青森朝日放送株式会社（あおもりあさひほうそう、英: Asahi Broadcasting Aomori Co., Ltd.）は、青森県を放送対象地域とし、テレビジョン放送事業を行っている特定地上基幹放送事業者である。
略称はABAで、コールサインはJOAH-DTV。ANN系列フルネットのテレビ放送局。テレビ朝日の親会社であるテレビ朝日ホールディングスの持分法適用会社でもある。

## 概要
資本系列では朝日新聞社系に属する。

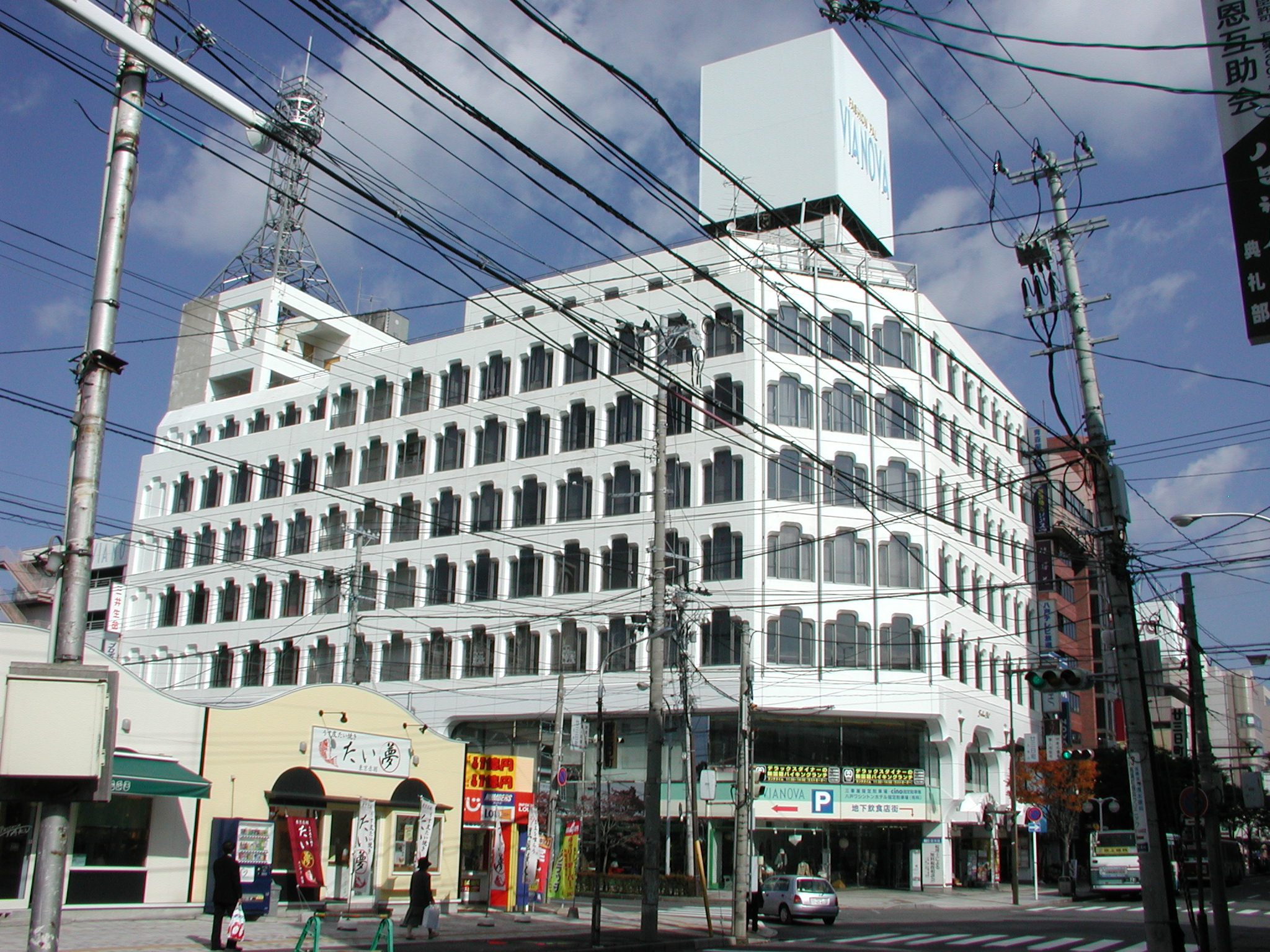
八戸支社（旧・本社）が入居していたヴィアノヴァビル（2007年10月撮影）

マスコットキャラクターに、「ドキタン」を採用している（詳細は当該記事を参照）。局のキャッチフレーズは「ミテミテ!ABA」（地上デジタル放送の試験電波では「ミテミテ!5ちゃん!」というキャッチフレーズもあった）。また、2006年（平成18年）7月から「ミテ!朝」（ミテあさ）という愛称が付いた。自主制作番組の制作クレジットや新聞紙上の番宣などでわずかに使用される程度であるが、環境キャンペーンのスポットCMでは、この「ミテ!朝」が頻繁に使用されていた。
2010年（平成22年）5月から開局20周年記念として「夢はここから ABA 20th」。のキャッチコピーが流れているほか、ローカル番組の製作クレジットでも表示されている。なお、本社社屋屋上部分にはこの「夢はここから ABA 20th」のステッカーが貼られていた。なお、2012年（平成24年）6月からは「20th」が取れた「夢はここから ABA」が引き続き使用される。2016年（平成28年）からは、開局25周年として「夢はここから ABA 25th」 が流れている。
なお、在青テレビ局では唯一、開局以来、略称ロゴを変更していない。また、2020年（令和2年）11月30日まで在青テレビ局では、唯一毎日停波を伴う放送休止が行われた（年末年始など特別編成時を除く）。
当局の社名ロゴは、上に表示しているロゴだが、放送開始前のカラーバーに表示される社名ロゴと報道・情報番組での発局表示 では、正式の社名ロゴは使用しない。なお、正式のものは、既存の書体である石井中太ゴシック（写研）を用いたもの。
2024年（令和6年）3月現在、アプリを導入していない。

## ANN系列の変遷

### 青森テレビの開局
元来、青森県のANN・テレビ朝日系列は1969年（昭和44年）開局の青森テレビ（ATV）であった。当時、朝日新聞社が全国朝日系テレビネットワークを構築すべく、全国各地にUHF新局の開局申請を行い、その結果他系列と相乗りになるかたちで朝日系のテレビ局が開局した。青森テレビも毎日新聞や読売新聞などの相乗りながら、一応は朝日系のテレビ局としてANNに加盟していた。

### 青森放送へのシフト
しかしながら、青森テレビは開局当初からニュース番組を番販ネットし報道取材にも協力するなどTBS系列に番組編成の主軸を置き、やがてニュースネットも正式なJNNへの加盟を希望。排他協定によりJNN加盟局は他系列とのクロスネットを結ぶことはできないため、ATVのANN脱退を恐れた日本教育テレビ（NET・現：テレビ朝日）・朝日新聞社との攻防が続いていた。結局ニュースネットのみJNNに一本化し一般番組のクロスネットについては継続したい青森テレビの要望をNETテレビ側が拒絶。1975年（昭和50年）にNETテレビは青森放送（RAB）と新たにネット関係を結ぶこととなり、青森テレビはJNN系列に一本化された。
もっとも、新規にネットを組んだ青森放送は元々日本テレビ（NNN・NNS）とネットワークを組んでおり、そこに割り込む形で関係を結んだため、必然的に青森放送の番組は日本テレビ系列の番組が優先にならざるを得なくなっていた。しかし、RABがANNとのネットを組んだことでNNSの一部番組が締め出される形となった。
クロスネット時代の青森放送はフジテレビとも結びつきが強く、フジテレビの同時ネット枠やスポンサードネット枠も多数存在した事から日本テレビ、テレビ朝日、フジテレビの番組が入り乱れる編成となっていた。

### 青森朝日放送の開局
1990年代に入って平成新局ラッシュにより青森県でも第3局開局の機運が高まるが、前述した青森テレビの開局直前にそれまで決まりかけていたフジテレビ系からTBS系へ変更した影響がここでも出たことから、テレビ朝日系として朝日新聞社が出資する形で本局の設立と開局にこぎつけた。開局費用は約60億円に達したとされる。
青森放送が日本テレビ系フルネット局に移行した事で、フジテレビ系のスポンサードネットや同時ネットに制限がかけられるようになったため、青森朝日放送の開局と共に青森放送ではフジテレビ系の番組枠が激減、逆に青森テレビでのフジテレビの番組枠が大幅に増える事になった。
1986年（昭和61年）の青森県への民放3局目の周波数割り当ての時点では、青森県の民放第3局はフジテレビ系列（FNN・FNS）も候補に挙がっていたが、最終的にテレビ朝日系列（ANN）として開局することになった。

## 局データ

### 本社
市街地からは車で15分程度離れ、周囲には田畑も目立つ。空港連絡バスが目の前に停車するが、市内方面へは利用できない。
- 郵便番号：030-0181（専用、青森西郵便局区内）
- 住所 - 青森市大字荒川字柴田125番1号

### 支社・支局など
八戸支社（八戸市）青森県南地域を取材対象地域としている。
開局以来の本社が置かれていた（ただし、実質の本社機能は放送センターのある青森市にあった）が、地上デジタル放送開始を機に2006年（平成18年）7月1日付けで登記上の本店を青森市に変更したため、同日より支社となった。
かつては、送信施設（鉄塔）にお天気カメラを設置していた（鉄塔の解体に伴い、廃止）。また、開局当初はローカルニュースで八戸本社からの「顔出し」があった。
その後2022年（令和4年）8月に八戸市美術館近くのビルに移転している。このビルには八戸市のコミュニティFM局であるBe FMの本社および演奏所も入居している。
弘前支社（弘前市）津軽地方（東青津軽地区を除く）を取材対象地域としている。
東京支社（東京都中央区）2020年（令和2年）12月21日、銀座に支社を移転し、他の在青民放テレビ局と同じく銀座に東京支社を置く形になった。
関西支社（大阪市北区）他の在青民放テレビ局の名称のように大阪支社ではなく、関西支社となっている。
仙台支社（仙台市太白区）他の在青民放テレビ局の拠点のように支局ではなく、当局のみ支社を置いている。2021年（令和3年）9月20日に東日本放送の本社内に移転した。
- 在青民放テレビ局では唯一、青森支社を設置していない。

### 支社所在地
- 八戸支社：青森県八戸市番町22番1号 番町NDビル3階
- 弘前支社：青森県弘前市大字代官町17番地 明治中央ビル
- 仙台支社：宮城県仙台市太白区あすと長町1丁目3番15号 東日本放送内
- 東京支社：東京都中央区銀座7丁目17番12号 銀座東京ビル7階
- 関西支社：大阪府大阪市北区堂島2丁目1番31号 京阪堂島ビル4階

## 資本構成
企業・団体の名称、個人の肩書は当時のもの。出典：

### 2021年3月31日
| 資本金 | 発行済株式総数 | 株主数 |
| ------ | -------------- | ------ |
| 25億円 | 50,000株       | 43     |

| 株主                       | 株式数   | 比率  |
| -------------------------- | -------- | ----- |
| テレビ朝日ホールディングス | 10,950株 | 21.9% |
| 朝日新聞社                 | 10,500株 | 21.0% |
| 読売新聞東京本社           | 4,000株  | 08.0% |
| 日刊スポーツ新聞社         | 2,000株  | 04.0% |
| 青森銀行                   | 1,850株  | 3.7%  |
| みちのく銀行               | 1,850株  | 3.7%  |
| 吉田産業                   | 1,650株  | 03.3% |

## 沿革・ネットワークの移り変わり
- 1986年（昭和61年）1月17日 - 青森地区第3局の周波数割り当て。同年3月20日までに青森地区では111件の免許申請があった。
- 1990年（平成2年）
  - 4月2日 - 予備免許交付。
  - 5月15日 - 設立。
- 1991年（平成3年）
  - 9月24日 - 9:15からサービス放送開始[注 7]。東奥日報と陸奥新報では、この日からABAの番組表を掲載した。
  - 10月1日 - 5:30から本放送開始。青森県3番目のテレビ局（テレビ朝日系列局）として開局、本放送開始（同じANN系列局、石川県の北陸朝日放送と同時、北東北地区のANN系フルネット局としては最初）。同日9:30から開局記念番組として、『私の青森「ABAからこんにちは!」ABAができるまで』を11:30まで放送。開局当日の県内主要紙には、初代社長・葛西清美と徹子の部屋MCである黒柳徹子のインタビュー記事が掲載された。最初の番組は『CNNデイブレイク』。
    - ABA開局までは青森放送がテレビ朝日系列だったため、移行された番組[注 8] の割合は青森放送＝9：青森テレビ＝1である。ただし、RABの9割のうち6割はRABからATVへ移行して再びRABへ戻ったものである。そのため、正式な割合はRAB=3:RAB→ATV→RAB=6:ATV=1。
    - ニュース番組はRABからの引き継ぎだが、引き継がれたものは朝のニュース（ANNニュースフレッシュの日曜日のみ、現在は朝のANNニュース）と昼のニュース（ANNニュースライナー、現在は昼のANNニュース）で、夕方および夜のニュース番組は新規ネット開始であった。なお、民教協制作分はRABが脱退しなかったため移行されなかった。
- 1998年（平成10年）9月20日 - 開局7周年を記念して、「ドキタン」を局キャラクターとして採用。
- 2005年（平成17年）10月1日 - デジタルマスターへ更新（NEC製、更新作業に伴い9月30日深夜の「朝まで生テレビ!」は休止・10月1日朝は6:30から放送開始）。
- 2006年（平成18年）
  - 6月15日 - 地上デジタルテレビ放送の試験放送開始（青森本局）。
  - 7月1日 - 地上デジタルテレビ放送の本放送開始（青森本局）。青森市の放送センターを登記上の本社に、八戸市の本社を「八戸支社」に変更。
- 2008年（平成20年）7月6日 - 当局がチャーターした取材ヘリコプターが大間崎沖で墜落事故を起こし、航空会社の機長など乗員2名が死亡、ABAアナウンサー木村慎吾とカメラマンの2名が行方不明となる（2009年（平成21年）6月17日に死亡認定）。
- 2011年（平成23年）7月24日 - アナログ送信所・中継局の全てが廃局。地上デジタル放送に完全移行。
- 2012年（平成24年）4月23日 - 平日のレギュラー報道番組「スーパーJチャンネルABA」の新コーナー「あおもりのみんなでソラをライブ」にて、県内ローカルテレビ局初の、インターネット回線経由を使ったデータ放送双方向機能の使用を開始[注 9]。
- 2017年（平成29年）10月6日 - テレビ朝日ホールディングスによる持分法適用関連会社化（山形テレビ、長野朝日放送も同様）[11][注 10]。
- 2020年（令和2年）11月30日 - これまで深夜帯は県内他局はニュースや天気を放送していたが唯一ABAは放送休止であった。しかし、同日より当局でも「おやすみ天気」を放送し終夜放送を開始。これにより、青森県内全民放局で終夜放送を実施することになった。ただし、本社演奏所・送信所大規模工事により休止になることもある。
- 2021年（令和3年）
  - 10月3日 - 開局30周年を記念して『おかげさまで開局30周年! 感謝の5夜連続放送! 深夜の生放送! !NEW!』を同日から5夜連続1時間の生放送を行った[注 11]。

### デジタル放送の送信所の開設
- 2006年（平成18年）7月1日 地上デジタルテレビ放送の本放送開始（青森本局）。
- 2007年（平成19年）8月1日 八戸・上北両デジタル中継局開局。
- 2008年（平成20年）
  - 11月10日 深浦・大鰐・大戸瀬・風合瀬・岩崎デジタル中継局開局。
  - 11月11日 デジタルハイビジョン対応のSNG中継車を導入（池上通信機製）。
  - 12月18日 むつデジタル中継局開局。
- 2009年（平成21年）
  - 10月30日 西十和田・大畑両デジタル中継局開局。
  - 11月11日 東十和田デジタル中継局（デジタル新局）開局。
  - 12月21日 大間デジタル中継局開局。
  - 12月25日 三戸南部・浅虫・小泊・今別・佐井の各デジタル中継局開局。佐井デジタル中継局はデジタル新局として開局。
- 2010年（平成22年）
  - 1月15日 十和田湖・木野部両デジタル中継局開局。
  - 1月22日 平内山口・平内内童子・平内外童子の各デジタル中継局開局。
  - 2月15日 大鰐虹貝デジタル中継局開局。
  - 8月30日 深浦追良瀬デジタル中継局開局。
  - 9月24日 三戸南郷デジタル中継局開局。
  - 9月30日 鰺ヶ沢中村・鰺ヶ沢赤石両デジタル中継局開局。
  - 10月4日 袰部デジタル中継局開局。
  - 10月18日 深浦長慶平デジタル中継局開局。
  - 11月15日 竜飛帯島デジタル中継局開局。
  - 11月29日 片貝・道仏・西津軽舞戸・津軽上小国の各デジタル中継局開局。
  - 12月9日 鰺ヶ沢一ツ森デジタル中継局開局。
  - 12月13日 七戸デジタル中継局開局。
  - 12月20日 津軽小国・中里今泉・深浦舮作・竜飛宇鉄の各デジタル中継局開局。
- 2011年（平成23年）
  - 11月14日 細越デジタル中継局開局。
  - 12月7日 脇野沢デジタル中継局開局。
- 2012年（平成24年）12月1日 久栗坂デジタル中継局が開局。

## チャンネル

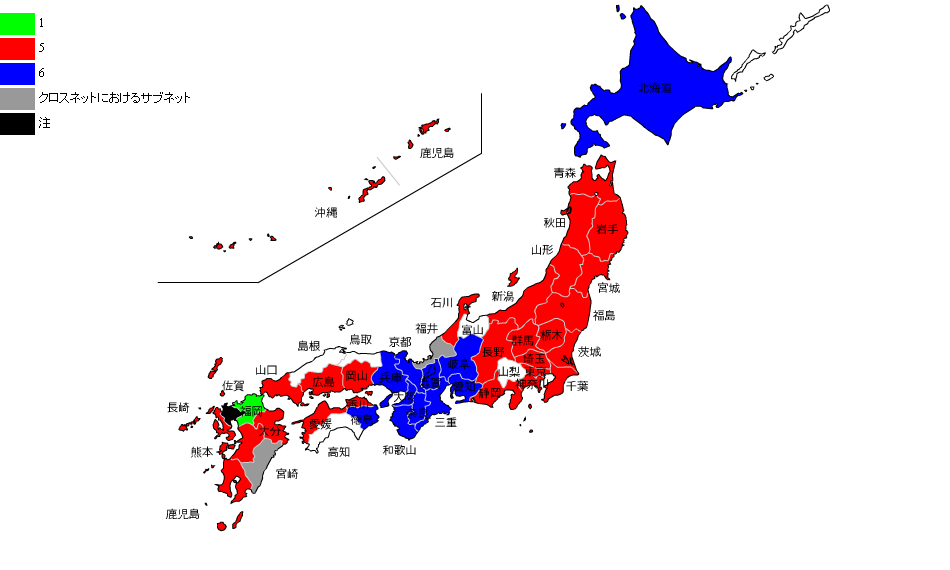
テレビ朝日系列のリモコンキーID地図

リモコンキーID：5

### 青森本局
- 2006年7月1日より地上デジタル放送（12セグ）およびワンセグを開始した（青森放送や青森テレビと同日）。なお、当日のニュースでデジタル放送開始時間について触れられていないことから、アナログ放送の開始時間と同じ時間からの開始とみられる。
  - コールサイン：JOAH-DTV、呼出名称：あおもりあさひデジタルテレビジョン、物理チャンネル：32ch・周波数587.142857 MHz・出力1kW（実行輻射電力7.1 kW）（馬ノ神山）

### 中継局
※はデジタル新局で開局した中継局、●はテレビ放送の完全デジタル化後に開局した中継局。
- 上北：36ch 10W
- 八戸：24ch 100W
- 大戸瀬：36ch 300 mW
- 風合瀬：32ch 1W
- 深浦：36ch 3W
- ※岩崎：47ch 1W
- 大鰐：18ch 3W
- むつ：41ch 10W
- 大畑：32ch 300 mW
- 西十和田：24ch 300 mW
- ※東十和田：47ch 1W
- ※大間：33ch 1W
- 小泊：24ch 300 mW
- 浅虫：40ch 50 mW
- 三戸南部：24ch 1W
- 今別：32ch 1W
- ※佐井：22ch 300 mW
- ※木野部：32ch 100 mW
- 十和田湖：24ch 1W
- 平内山口：14ch 50 mW
- 平内外童子：14ch 50 mW
- 平内内童子：14ch 50 mW
- 大鰐虹貝：47ch 50 mW
- 深浦追良瀬：47ch 10 mW
- 鰺ヶ沢中村：24ch 1W
- 鰺ヶ沢赤石：47ch 1W
- 三戸南郷：47ch 100 mW
- ※袰部：52ch
- 深浦長慶平：32ch 50 mW
- ※片貝：46ch 10 mW
- ※道仏：49ch 1W
- 西津軽舞戸：32ch 10 mW
- ※津軽上小国：24ch 50 mW
- ※竜飛帯島：36ch 50 mW
- 鰺ヶ沢一ツ森：35ch 50 mW
- ※白糠：32ch 3W
- ※田子：49ch 3W
- ※片貝：46ch 10 mW
- ※道仏：49ch 1W
- 西津軽舞戸：32ch 10 mW
- ※津軽上小国：24ch 50 mW
- ※津軽小国：24ch 50 mW
- ※七戸：47ch 50 mW
- ※中里今泉：24ch 50 mW
- ※竜飛宇鉄：36ch 10 mW
- 深浦舮作：47ch 50 mW
- ●細越：52ch 50 mW（中継局は、当局内に置かれる。）
- ●脇野沢：46ch 50 mW
- ※●久栗坂[注 12]：40ch 50 mW
  - 参考リンク(PDFファイル)

### ワンセグ放送
- ワンセグ放送用には651chが割り当てされている。

### その他
- 県内民放では最も早くデジタル放送関連の機器を導入しており、ニュース番組や気象情報画面は県内民放で最も早い2005年10月から既にハイビジョン化させている。2008年11月には中継車もハイビジョン対応のものを導入した。

### アナログ放送
2011年7月24日停波時点

#### 本局
- 呼出符号：JOAH-TV 呼出名称：あおもりあさひテレビ
- 青森 34ch 映像周波数597.25 MHz 出力10kW（最大実効輻射電力100kW） 音声周波数601.75 MHz 出力2.5 kW（最大実効輻射電力25kW）（五所川原市馬ノ神山、ATV・AFBと送信アンテナを共有）

#### 中継局
- 八戸 31ch 映像周波数579.25 MHz 出力1kW（最大実効輻射電力39kW） 音声周波数583.75 MHz 出力250W（最大実効輻射電力9.75 kW）（大びらき）●
- むつ 56ch 映像周波数729.25 MHz 出力100W（最大実行輻射電力710W） 音声周波数733.75 MHz 出力25W（最大実行輻射電力175W）（釜臥山）●
- 上北 57ch 映像周波数735.26 MHz 出力100W（最大実行輻射電力5.4 kW） 音声周波数739.76 MHz 出力25W（最大実行輻射電力1.35 kW）（烏帽子岳）●
- 深浦 23ch 映像周波数531.25 MHz 出力30W 音声周波数535.75 MHz 出力7.5W（八森山）
- 大鰐 24ch 映像周波数537.25 MHz 出力30W 音声周波数541.75 MHz 出力7.5W（手代森）●
- 小泊 54ch 映像周波数717.24 MHz 出力3W 音声周波数721.74 MHz 出力0.75W（三角山）
- 今別 60ch
- 大畑 52ch
- 浅虫 58ch●
- 西十和田 58ch（東英）
- 鰺ヶ沢中村 36ch（天狗岩）
- 西津軽舞戸 58ch（舞戸）
- 鰺ヶ沢赤石 61ch（野脇山）
- 鰺ヶ沢一ツ森 55ch
- 風合瀬 40ch（鳥居崎）
- 深浦長慶平 58ch
- 深浦艫作 60ch
- 深浦追良瀬 53ch
- 大戸瀬 22ch（大戸瀬崎）
- 平内山口 39ch
- 平内外童子 39ch
- 平内内童子 39ch
- 大鰐虹貝 54ch
- 十和田湖 41ch（休屋）
- 三戸南部 40ch（玉掛）●
- 三戸南郷 52ch
- 名川剣吉 58ch
  - ●印の中継局は、1991年10月1日の開局と同時[注 13] に運用を開始した中継局。
  - 在青テレビ局では、唯一本局と同じチャンネルを使用した中継局は無かった。

## 情報カメラ設置ポイント
現在
- 青森市
  - ABA本社屋上鉄塔（HD、2008年11月から設置）
  - 青森空港（SD、2007年8月から設置)
    - カメラ映像は16:9のワイド画面だが、標準画質（SDワイド）となっている。
    - 青森空港の様子は同局の YouTube公式チャンネル にてライブ配信している。

- 八戸市（八戸港・八戸水産会館屋上）（HD、2009年3月下旬から設置）
  - NHK青森・青森放送も同じ場所に設置。
  - 以前は回線の都合上、映像を放送に乗せない時は、静止画で約0.5秒毎に画像が更新される状態（2コマ/秒）にしていたが、2017年3月中旬に中継設備が更新され、フレームが7.5～15コマ/秒に改善された。「スーパーJチャンネルABA」ではこの状態で放送される時がある。

過去に設置
- 青森市（当時NTT東日本青森支店・現NTTコミュニケーションズ青森橋本ビル屋上鉄塔）
  - 本社に情報カメラが新設されたため、廃止。1993年3月までは青森放送もこの場所にカメラを設置していた。

- 八戸市（ABA八戸支社・ヴィアノヴァビル屋上鉄塔）
  - 2008年7月24日未明に発生した岩手県沿岸北部地震（八戸：震度6弱）では、八戸支社の室内の地震当時の映像が放送されたが、屋外の情報カメラの映像は放送されず、またそれ以前から生番組で八戸の映像が全く放送されなくなっていたため、撤去された模様。

- かつて弘前市の弘前支社が入居していた明治安田生命弘前第二ビルの屋上にもカメラを設置していた（遠隔操作不可）。なお、青森放送が弘前市に情報カメラを設置したため、在青テレビ局で、唯一情報（天気）カメラを設置していない。

## 主なテレビ番組

### 自社および共同制作

#### 現在放送中の番組
- ハレのちあした（月曜 - 木曜 16:20 - 16:48、金曜 16:48 - 17:33、祝日は休止）
- スーパーJチャンネルあおもり（月曜 - 金曜 18:15 - 19:00）
- おはよう天気ABA（月曜 - 金曜 5:20 - 5:25、土曜・日曜 5:45 - 5:50）
- おやすみ天気（毎日放送終了後 - 放送開始直前）[注 15]
- ABAお天気情報（随時放送）
- 広報はちのへ（水曜 15:20 - 15:25、八戸市広報番組）
- 夢はここから生放送 ハッピィ（土曜 9:30 - 10:35）[14]
- KICK OFF! AOMORI（土曜 10:35 - 10:50）
- 王林の産地直送☆日本最高!!（土曜 15:55 - 16:25）
- みらいルーキー（土曜 16:25 - 16:30）
- 全国高等学校野球選手権大会・青森大会中継（毎年7月中旬 - 下旬、青森市営野球場の開会式と3回戦-決勝を放送）
- ふるさと自慢わがまちCM大賞（年1回放送・2020年は開催中止[15]）[16]

#### ローカルニュースについて
ABAでの朝のローカルニュースは、全日放送（差し替え）しないほか、土日の深夜のANN NEWS&SPORTSのローカル枠も差し替えしない。ただし、日曜深夜ニュースでは青森県内で大型首長選挙や大型議会選挙等があった場合のみ“選挙速報”という形で差し替えがある。

#### 終了した番組
- やじうま青森（「やじうまワイド」の青森版。この番組で今入亜希子アナが街頭演説の意味で「朝立ち」の話題をしたときに、違う意味の「朝立ち」を想像したのか一人興奮してしまい〔誤解しないよう視聴者に呼びかけていた〕、その場面がその年の年末に放送されたANNの「おもしろニュースグランプリ」で表彰された）
- ABAステーション（「スーパーJチャンネルABA」の前身）
- スーパーJチャンネルABA（ - 2023年3月31日）
- MONO-EXPRESS（1997年 - 2000年）→mono:express2（2000年 - 2004年）
- 朝は!ビタミンABA
- 発見!あおもり
- シューマッツ
- アルベナ情報局
- 北野大のえーコロジー（ - 2007年3月10日）
- TVイーハトーブ 土曜のてっぺん（ - 2007年3月31日・東日本放送制作・ANN東北6局ネット）→るくなす（ - 2009年3月28日・ANN東北6局共同制作）※HD
- お天気パレット（1991年10月 - 2008年9月）
- ワンポチッ（2006年12月 - 2010年3月）※HD
- BREAK（2005年4月 - 2010年3月）→BREAK SG（2010年4月 - 2011年3月）※HD
- ○っと![17]※HD
- 週刊ことばマガジン（ANN東北6局共同制作）※HD
- 路地裏探偵団がゆく!
- ニジドキ!（ - 2013年3月）[18]
- 見つけた!八戸のチカラ（2012年4月 - 2013年3月）[19]
- とうほく元気です!TV（ANN東北6局共同制作 2012年4月 - 2013年3月）[20]
- 青森市民の広場（ - 2013年3月）
- ツカエルくんのぐるたん（ - 2013年3月）
- ツカエルくんのえねタン（ 2013年4月 - ）
- 人間椅子倶楽部
- 開局当初はCM枠でABAロゴのアニメーションが流れるCMや県内の風景を放送する印象波が多く放送されていたが、現在は放送されていない。印象波は現在、真印象波として放送されている。
- 青森中三QTBT（キューティービューティーランブリング）
- プリウスエコドライブα
- りんご娘の産地直送☆青森最高!!（不定期放送）
- フレッシュインフォメーション
- 夢はここから深夜放送 ラッキー
- Road to Higher Next 〜みちのくのミライへ〜（2016年 - 2021年、岩手朝日テレビ制作、ANN北東北3局ネット）

### テレビ朝日系列遅れネット番組
製作局の表記のない番組はテレビ朝日制作。
- 見取り図じゃん（火曜 0:45 - 1:05（月曜深夜））
- テレメンタリー（火曜 1:05 - 1:35（月曜深夜））
- Break Out（水曜 0:45 - 1:15（火曜深夜））
- バスケ☆FIVE〜日本バスケ応援宣言〜（水曜 1:15 - 1:30（火曜深夜））
- ラブ!!Jリーグ（水曜 1:30 - 1:45（火曜深夜））
- 探偵!ナイトスクープ（土曜 0:50 - 1:45（金曜深夜）、朝日放送テレビ制作）
- 渡辺篤史の建もの探訪（土曜 6:30 - 7:00）
- 題名のない音楽会（土曜 7:00 - 7:30）
- おぎやはぎのハピキャン（日曜 0:30 - 1:00（土曜深夜）、メ～テレ制作）
- ワールドプロレスリング（日曜 1:00 - 1:30（土曜深夜））
- 夫が寝た後に（日曜 16:30 - 17:30）
- なにわ男子の逆転男子（月曜 0:40 - 1:15（日曜深夜））
- musicる TV（月曜 1:15 - 1:45（日曜深夜））
- 相席食堂（不定期放送、朝日放送テレビ制作）
- 食彩の王国（不定期放送）

### 他系列番組

#### フジテレビ系列番組
制作局の表記のない番組はフジテレビ制作。
- 有吉くんの正直さんぽ（土曜 10:35 - 11:30）[注 17]
- 華大さんと千鳥くん（土曜 12:00 - 12:55、関西テレビ制作）[注 18]
- トークィーンズ（日曜 15:50 - 16:30）
- ザ・共通テン!（不定期放送）
- 千鳥の鬼レンチャン（不定期放送）
- 呼び出し先生タナカ（不定期放送）
- ミュージックジェネレーション（不定期放送）
- 街グルメをマジ探索!かまいまち（不定期放送）
- カスペ（バラエティを中心に週末午後に不定期放送、一部はATVで放送）
- 土曜プレミアム（一部のバラエティを中心に週末午後に不定期放送、一部はATVで放送）
- フジテレビ水曜10時枠の連続ドラマ（不定期放送）

#### テレビ東京系列番組
制作局の表記のない番組はテレビ東京制作。
- 有吉木曜バラエティ（火曜 15:25 - 16:20）[注 19]
- ナゼそこ?（水曜 15:25 - 16:20）
- ゴッドタン（木曜 0:45 - 1:10（水曜深夜））
- 開運!なんでも鑑定団（金曜 15:20 - 16:20 / 再放送・月曜 15:20 - 16:20）
- ポケットモンスター（土曜 7:30 - 8:00）
- ポケモンとどこいく!?（日曜 5:50 - 6:20）
- タクシー運転手さん一番うまい店に連れてって!（日曜 10:00 - 10:55）[21]
- 何を隠そう…ソレが!（日曜 10:55 - 11:50）
- 土曜スペシャル（不定期放送）

### 過去に放送された他局系の番組

#### NHK総合テレビ
- お〜い!竜馬

#### 日本テレビ系列
- 桃太郎侍（初回放映はRABにて）
- 探偵物語（初回放映はRABにて）
- あんちゃん
- ママは小学4年生（水曜17:30 - ・本放送終了後に放送。RABでは未放映）
- 俺たちの旅
- あぶない刑事（初回放送はRABにて[注 20]）

#### TBS系列
- ドラマ30（本放送はATV。一部作品のみ。主にCBCと外部プロダクションの共同制作作品）
- 時間ですよふたたび（本放送はATV）
- 闇金ウシジマくん Season1（MBS製作、2014年の『闇金ウシジマくん Season2』、2016年の『闇金ウシジマくん Season3』は、それぞれ本来のネット局であるATVで放送。）

#### フジテレビ系列
- おじゃまんが山田くん（本放送はATV、10分枠、全話放送されず。）
- うる星やつら（本放送はRAB）
- 小さなバイキングビッケ（全国ネット時代はRABで放送）
- ゲゲゲの鬼太郎（第二期、第三期）
- ハクション大魔王（本放送はRABで朝6時台に放送）
- いなかっぺ大将（水曜17:00→平日17:30それぞれ放送。本放送はRAB、ATVでも放送実績があり、在青民放テレビ局全てで放送実績を持った。）
- 影の軍団シリーズ（関西テレビ制作）
- 柳生一族の陰謀（関西テレビ制作）
- アリエスの乙女たち
- なんだらまんだら
- お金がない! - 本放送はRAB
- 傷だらけのラブソング - 本放送はATV
- 剣客商売シリーズ
- 御家人斬九郎シリーズ
- 鬼平犯科帳シリーズ
- NINKU -忍空-（再放送時、本放送はRAB）
- ゴールドパスポート
- 愛のドラマシリーズ（東海テレビ制作、本放送終了後に放送）
- グータンヌーボ[注 21]→グータンヌーボ2（関西テレビ制作）
- 花ざかりの君たちへ〜イケメン♂パラダイス〜（火曜21時ドラマ） - 本放送はRAB。ただし、RAB同様、堀北バージョンのみ放送。※HD（RABではスペシャル含め全編SD放送）
- バナナマンのブログ刑事（東海テレビ制作、不定期放送）
- めんたいぴりり（テレビ西日本制作）
- ペケ×ポン（途中打ち切り）
- 巷のリアルTV カミングアウト!
- ミライ☆モンスター（2014年4月 - 2017年3月、番組スポンサー変更に伴い途中打ち切り）
- BNA ビー・エヌ・エー
- 村上マヨネーズのツッコませて頂きます!（関西テレビ制作、途中打ち切り）
- 有吉弘行のダレトク!?→レディース有吉（関西テレビ制作）
- 華丸大吉&千鳥のテッパンいただきます!（関西テレビ制作）
- キスマイBUSAIKU!?→キスマイ超BUSAIKU!?（2022年9月で途中打ち切り）
- ネタパレ（2023年3月で途中打ち切り、番組自体は継続中）
- 私のバカせまい史（水曜深夜時代のみ、レギュラー版は県内未放送）
- だれかtoなかい
- イタズラジャーニー
- 千鳥のクセスゴ!

#### テレビ朝日系列
ABA開局以前に本放送された番組および主な系列局の遅れネット番組
- 必殺シリーズ（ABC制作）
- 特捜最前線（全国ネット時代はRABで金曜22時→火曜21時から放送） - 2013年秋に放送された「特捜最前線2013」（テレビ朝日開局55周年記念版）は、当局で放送。
- 西部警察シリーズ（石原裕次郎13回忌（1999年）及び23回忌（2009年）の年に合わせて放送。ただし全話放送はされなかった）
- 私鉄沿線97分署（全国ネット時代はRAB）
- どうぶつ通り夢ランド（全国ネット時代はRAB）
- はぐれ刑事純情派（第1期 - 第4期までは、RAB）
- さすらい刑事旅情編（I - IIIまでは、RAB）
- おぼっちゃまくん（1991年10月から同時ネット、初期分は平日17:00の帯枠で放送）
- もーれつア太郎（第二期）
- きんぎょ注意報!（1991年10月から同時ネット、初期分も時差放送）
- ののちゃん
- ガンパレード・オーケストラ

#### テレビ東京系列
開局時から数年間は、テレビ東京系の番組が、全く放送されていなかった。
- クイズところ変われば!?（ATVから移行。ABAにおけるTX系のネット番組第1号）
- ふりむけば歌の道
- ミスター味っ子 - 再放送、本放送はATV。
- 愛の貧乏脱出大作戦
- ハロー!モーニング。
- おいしい情報の楽園
- とっとこハム太郎
- ロックマンエグゼシリーズ
- 新世紀エヴァンゲリオン
- ソニックX
- 魔弾戦記リュウケンドー（テレビ愛知制作）
- メルヘヴン
- 逃亡者 おりん
- BLUE DRAGON（第2期は未ネット）
- きらきらアフロ
- 大江戸捜査網（橋爪編 第1、第2シリーズ及び｢…2015｣を放送）
- 給与明細（不定期放送）
- ハヤテのごとく!（第2期以降は未ネット）
- きらりん☆レボリューション
- おしゃべりQっと!サイエンス（放送番組センター配給）
- 絶対可憐チルドレン
- ケロロ軍曹（第265話で打ち切り）
- クロスゲーム
- 極上!!めちゃモテ委員長
- リルぷりっ
- やりすぎコージー
- 爆丸バトルブローラーズ ニューヴェストロイア→爆丸バトルブローラーズ ガンダリアンインベーダーズ
- ごるふなでしこ
- デュエル・マスターズ（『キング』終了と同時に打ち切り、シリーズ自体は継続中）
- おはコロアップ
- KEIRINグランプリ - 2000年度開催分・以前は（TX制作分は）RABでネット。
- けものフレンズ
- チマタの噺（途中打ち切り）
- 太川蛭子の旅バラ
- シナぷしゅ（途中打ち切り）
- 超かわいい映像連発!どうぶつピース!!
- ヤギと大悟
- ソレダメ!～あなたの常識は非常識!?～（途中打ち切り、番組自体は他の局で継続中）

#### その他
- ベストヒットTODAY（ベストヒットUSAの復刻版、1995年から1998年にかけて放送）「〜USA」は2010年よりABAでの放送を開始（BS朝日制作）。
- Channel a ※テレビ神奈川制作
- パチプレTV-R ※熊本朝日放送制作
- 演歌百撰※サンテレビ制作（以前は青森テレビが1998年春まで放送していた。2002年春にABAで再開し、2010年に打ち切り。）
- UHFアニメ
  - わんころべえ
  - まめうしくん
  - ヤミと帽子と本の旅人
  - サクラクエスト
  - アホガール
  - 徒然チルドレン
  - ヴァイオレット・エヴァーガーデン ※朝日放送テレビ子会社のABCアニメーション制作
  - デビルズライン
  - ゴールデンカムイ
  - この音とまれ!

### 開局時に他局から移行したテレ朝系の番組

#### RABからの移行
- ANNニュースライナー
- ANNニュースフレッシュ[注 22]
- モーニングショー
- 徹子の部屋[注 23]
- 平日正午の枠[注 24]
- 世界の車窓から[注 25]
- 朝日放送テレビ制作土曜朝のワイドショー[注 26]
- あまから問答（総理府（現・内閣府）提供）
- 土曜ワイド劇場[注 27]
- 日曜洋画劇場[注 28]
- 水曜9時枠刑事ドラマ[注 29]
- 木曜21時ドラマ枠[注 30]
- 新婚さんいらっしゃい!（ABC制作）
- 象印クイズ ヒントでピント
- 100万円クイズハンター[注 31]
- 歌謡びんびんハウス
- 暴れん坊将軍
- 名奉行 遠山の金さん
- 三匹が斬る!
- 必殺シリーズ（ABC制作）
- タモリ倶楽部
- ワールドプロレスリング
- ドラえもん
- スーパー戦隊シリーズ[注 32]
- メタルヒーローシリーズ[注 33]
- 朝日放送制作日曜朝枠アニメ[注 34]
- 探偵!ナイトスクープ（ABC制作）
- 全国高校野球選手権大会中継・決勝戦（ABC制作）[注 35]
- 熱闘甲子園（ABC制作）[注 36]

※なお、クロスネット時代のRABで放送されたテレ朝系の番組も“再放送”という形で移行した番組がある。

#### ATVからの移行
- ハーイあっこです（ABC制作）
- 勇者シリーズ（メ〜テレ・名古屋テレビ制作）[注 37]

### 開局時に初めてネットされたテレビ朝日系列の番組
- パネルクイズ アタック25（朝日放送制作）●※HD
- ミュージックステーション●※HD
- ニュースステーション（現：報道ステーション）
- サンデープロジェクト（現：日曜ワイド）
- やじうまワイド（現：グッド!モーニング）
- こんにちは2時
- ステーションEYE（月曜 - 金曜・現：スーパーJチャンネル）
- 530ステーション（土日・600ステーションの週末版・同上）
- 金子信雄の楽しい夕食（ABC制作、現：DAIGOも台所〜きょうの献立何にする?〜）
- 朝まで生テレビ!●※HD
- 料理バンザイ!（現：相葉マナブ）
- ビートたけしのTVタックル●※HD
- 題名のない音楽会●※HD
- テレビ朝日系プロ野球中継（ゴールデンナイター&パワーアップナイター、現：スーパーベースボール）
- オリジナルコンサート
  - 上記番組の一部は、サービス放送期間中から放送された番組もある。また、上記以外の番組でも、初めてネットされた番組がある。
  - ●印の番組は、現在も放送されている番組。
  - ABAでは開局後の1992年に、全国放送されない西武ライオンズ主催のデーゲームを数試合中継していた（ライオンズの旧親会社であるコクドが青森朝日放送に資本参加しており、キー局のテレビ朝日も西武鉄道グループとの関係が深かったため）。

### 途中で打ち切られたテレビ朝日系の番組
- あたしンち（ゴールデン枠から撤退時に打ち切り）
- ボボボーボ・ボーボボ（同上）
- クイズ!紳助くん（朝日放送テレビ制作、2009年より『ペケ×ポン』休止時に不定期に放送されていた）
- カーグラフィックTV
- テレビ朝日で早朝に放送していたCNNデイブレイク（開局時[注 38] は5:30から、途中6:00飛び乗りに変わったが1年ほどで終了）
- 開局時から放送していた深夜番組が1年ほどで次々と打ち切りになり、ほとんどの曜日のプログラムが深夜25:00で終了したこともあった。また、「タモリ倶楽部」が2002年秋頃まで一時打ち切りになったときがあった（同年秋の再開以降は、原則木曜深夜〔金曜未明〕0時台からの放送となっている）。

## アナウンサー

### 現在
入社順。全員報道制作局報道制作部に所属。
男性
- 2009年 木邨将太
- 2011年 中井友紀
- 2016年 藤原祐輝
- 2024年 福代隼士

女性
- 2016年 稲葉千秋
- 2017年 中村かさね、服部未佳
- 2018年 澤田愛美（2018年3月まで「Amy（エイミー）」の芸名でモデル・タレントとして活動し、当局の番組にもレギュラー出演。2014年度ABA高校野球イメージガール）
- 2024年 寺崎美佑

### 過去
●は故人。

#### 男性
- 1991年
  - 大川原儀明（ - 2017年、地元局のエフエム岩手から移籍。2010年3月末でアナウンサー職を退き、4月から報道制作局次長・報道制作部長。2011年4月から現職のまま「ニジドキ!」MCで画面に復帰。一時アナウンサーから離れ、弘前支社長などを歴任。2020年以降は北海道札幌市に在住）
  - 田村正浩（ - 2002年、入社当時は北日本放送から移籍、現：フリー）
- 1993年
  - 対馬孝之（ - 1997年、2002年 - 、一時退社し山形県のさくらんぼテレビへ在籍、2017年4月より営業部に異動）
- 1997年
  - 土岐充（ - 1998年、NHK退職後の契約アナウンサー（NHKに在籍していた時代は福島放送局・帯広放送局などに勤務していた）、西会津ケーブルテレビ、文京区民チャンネルを経て、東京ケーブルネットワーク勤務）
- 1998年
  - 佐々木正洋（ - 2004年、現：八峯テレビ）
- 2000年
  - 下田武史（ - 2009年、福島中央テレビ→2016年4月から北陸朝日放送）
- 2004年
  - 木村慎吾●（11月入社 - 2008年、在職中に死去〔2008年7月6日報道ヘリ墜落時に消息を絶ち、2009年6月17日に死亡認定〕）
- 2007年
  - 藤岡勇貴（ - 2015年、現：地元局のサンテレビジョン）

#### 女性
- 1991年
  - 今入亜希子（ - 1996年、地元局のエフエム岩手などでフリーのパーソナリティを経て、現在、アメリカ・バージニア州に在住。ABAの公式サイトに「バージニア日記」を掲載中）
  - 塚原繁美（ - 1995年）
  - 松元美穂（ - 2003年）
- 1996年
  - 石井江奈
  - 小山内智子（旧姓：宇田川、退社後もABAの「フレッシュインフォメーション」や土日夕方のニュースを担当した。現：日本BS放送（BS11）契約アナウンサー）
- 1997年
  - 波多野里奈（ - 2001年）
- 1998年
  - 藤田亜希子（フリーアナウンサー、現在でもABAの番組に数多く出演・現在は五所川原エフエム『フォーチュン☆Radio』金曜パーソナリティー）
- 1999年
  - 坂口千夏（ - 2004年、地元局の長野朝日放送アナウンサーを経て、現：フリー）
- 2000年
  - 八木里美（ - 2003年9月、現：バンエイトのディレクター）
- 2001年
  - 武田真紀（ - 2005年、福島テレビ契約アナウンサーを経て、現：フリー）
- 2004年
  - 増田明美（11月入社 - 2010年4月、茨城放送→テレビ宮崎より移籍）
- 2005年
  - 竹中知華（4月入社 - 2006年8月、旧姓：三浦、秋田朝日放送レポーター、NHK沖縄放送局契約キャスター、フリーを経て、現：ラジオ沖縄アナウンサー）
  - 柳瀬若菜（4月入社 - 2006年3月、退社後は地元局の愛媛朝日テレビ、東北放送アナウンサー、フリーアナウンサー、青森放送アナウンサー、現在は秋田県内で活動中）
- 2006年
  - 荒井千里（4月入社 - 2007年9月、テレビ愛知アナウンサーを経て、現：フリー[注 39] ）
- 2007年
  - 鈴木理香子（4月入社 - 2012年3月、地元局の中京テレビ放送アナウンサーを経て、現：セント・フォース所属）
- 2008年 
  - 坂本佳子（2025年4月から報道部記者、元アナウンス責任者）
- 2010年
  - 石塚絵里子（ - 2018年、2003年からパーソナリティ専属契約。後に2022年まで同局記者）
  - 落合由佳（4月入社 - 2017年3月、現：テレビ埼玉契約アナウンサー）
- 2012年
  - 加田晶子（4月入社 - 2016年3月、同年4月から2022年3月まで日テレNEWS24キャスター）
- 三浦文恵
- 小野志保（→NHK帯広放送局→NHK青森放送局））
- 川井綾子（テレビ朝日アスクから派遣〔2年契約〕、現：フリー、BS朝日『News Access』キャスター、TOKYO MX『TOKYO MX NEWS』キャスター）

## 公式サイト
- 公式サイトのドメインは、「aba.co.jp」（リンク切れ）か「aba.com」となりうるところであるが、前者は福岡市にあった企業「アクアバンクアンラク」（2014年（平成26年）1月閉店）が、後者は米国の団体「AMERICAN BANKERS ASSOCIATION」が取得しているため、「aba-net.com」となった。
- テレビ単営局であるが、公式サイト内でインターネットラジオを開設している。
  - 2005年（平成17年）3月から2009年（平成21年）2月までは「ABAの地下倉庫」を放送していた。メインは下田武史、パートナーは川井綾子、荒井千里、柳瀬若菜、鈴木理香子。なお、単発番組としてテレビでも放送されていた（下記に詳述）。
  - テレビでの放送日時
    1. 2008年（平成20年）1月17日25時45分（視聴率1.8%、6月12日の放送から）
    2. 2008年（平成20年）3月13日25時15分（視聴率3.3%、6月12日の放送から）
    3. 2008年（平成20年）6月12日25時15分（深夜としては驚異の視聴率5.4%、この日は対馬アナと木村アナが出演した）
    4. 2008年（平成20年）10月23日25時15分（前回まで右肩上がりだった視聴率は失速し、2.4%）
    5. 2009年（平成21年）2月5日25時15分 （この日でテレビ放送最終回となった）
- 2009年（平成21年）4月からは、鈴木理香子がメインの「鈴ちゃんのりんりんラジオ」が放送されている。パートナーは対馬孝之。
- サイトでは県内の鉄道や東北新幹線（八戸 - 盛岡間）の運転台からの走行風景の映像を配信しており、無料で見ることができる。
- 携帯電話サイトは全キャリア向けに公開されている。県内民放2局と比べて比較的早い時期（2001年（平成13年））からの公開である。
- かつてはBBS（電子掲示板）があったが、2004年（平成16年）春頃に閉鎖された。

### 注
1. ↑  「2」の右下の部分にthが、「0」の中にドキタンがそれぞれ入る。
2. ↑  「5」の下がアルファベットのGになっており、「5」の右に「o」（オー）が、「o」の右に「!」が入っている。
3. ↑  NHKは1995年4月に、RABは1968年9月頃に、ATVは開局直前にロゴを変更している。
4. ↑  NHK Eテレも放送休止時間が設定されているが、放送機器メンテナンス実施時を除き、原則停波しない。
5. ↑  2019年から朝日放送テレビ（CS・スカイA含む）制作の番組では、正式な社名ロゴを使用する。
6. ↑  その後、フジテレビは将来の地上デジタル放送移行を見据えて新規開局を凍結することになったため、1997年（平成9年）のさくらんぼテレビジョンと高知さんさんテレビを最後に、残る未開局地域での開局を断念した。
7. ↑  27日までは9:15放送開始、28日は7:35、29日は6:15から、開局前日の30日は5:30から放送開始であった。
8. ↑  ただし、『徹子の部屋』など、RABで途中打ち切りとなり、直接移行にならなかった番組もあった。
9. ↑  テレビの視聴者に対し、今テレビを観ている所の天気を4択のカラーボタンでインターネット経由にて送信してもらうもの。ABA本社では、データ放送の天気地域を認識する郵便番号の送信により位置を認識して、青森県の地図の上に天気状況をピンポイント式で表すもの。よって、個人情報の送信は郵便番号のみである。この「みんなでソラをライブ」は、テレビ朝日のフルネット局各局でも、同年2月頃から相次いで開始している。但し、秋田朝日放送では、2014年（平成26年）9月をもって、山形テレビでは、2016年（平成28年）7月19日をもって、それぞれ「みんなでソラをライブ」を終了した。
10. ↑  テレビ朝日系列局以外の企業ではかつて「NETニュース」を制作していた朝日テレビニュース社の合弁会社の一つである東映もテレビ朝日ホールディングスの持分法適用関連会社、かつ筆頭株主であると同時に、同社も東映の持分法適用関連会社、かつ第二位株主である[12]。
11. ↑  10月7日は、同日に関東地方で発生した最大震度5強の地震に関連する報道特別番組を放送した関係で24:15スタートとなった [13]
12. ↑  県内他テレビ局は、2011年7月24日までアナログ中継局を設置していた。
13. ↑  当局デジタルと県内他局(デジタル・アナログ共)は、開局時は青森送信所のみ開局。
14. ↑  3月27日放送の「ワンポチッ」で確認。
15. ↑  本社演奏所・送信所大規模工事により休止の場合あり。
16. ↑  2008年7月6日昼前に起きた「ABAクルーを乗せたヘリ墜落事故」報道のため、通常は選挙実施時にしか差し替えしないローカル枠の差し替えを行った。
17. ↑  編成の都合で放送されない場合あり。
18. ↑  編成の都合で土曜 12:00 - 13:00の場合または放送されない場合あり。
19. ↑  2024年4月に『有吉の世界同時中継～今、そっちってどうなってますか?～』から改題。当局は木曜に放送されていないがタイトルを変えずに放送している。
20. ↑  映画『さらば あぶない刑事』関連番組はRABで放送。
21. ↑  ABA開局以来初めてFNS系列のレギュラー番組となった。
22. ↑  RAB時代は、日曜日のみ放送だった。
23. ↑  ただしRABでは1987年3月31日で放送を打ち切った為、直接移行とはならなかった。
24. ↑  ABA開局時は『女38歳気になるテレビ』から。ATVにおける『桂小金治アフタヌーンショー』放送時以来、16年半ぶりに同時ネットが復活した。
25. ↑  RAB時代は、土曜日のみの放送（ただし、ナイター中継や特別番組編成時は休止された。）。2019年3月29日放送分でABAでの放送が打ち切られた。
26. ↑  ABA開局時は『海江田万里のパワフルサタデー』から。
27. ↑  RAB時代は、同時ネット局から1時間遅れでのネットだった。
28. ↑  RAB時代は、不定期で深夜に遅れネットだった。
29. ↑  ABA開局時は『さすらい刑事旅情編』第4シリーズから。
30. ↑  ABA開局時は『七人の女弁護士II』から。
31. ↑  正確には、サービス放送期間中からネットしていた。また、RABでは1982年4月5日ネット開始、1983年7月1日打ち切りとなったため、直接移行とはならなかった。
32. ↑  ABA開局時は『鳥人戦隊ジェットマン』の後半から。
33. ↑  ABA開局時は『特救指令ソルブレイン』の後半から。
34. ↑  ABA開局時は『まじかる☆タルるートくん』の後半から。
35. ↑  ABA開局時は、1992年夏の大会から放送開始。
36. ↑  1992年夏の大会から放送。RABでは、1991年夏の大会まで遅れネットだった。
37. ↑  ABA開局時は『太陽の勇者ファイバード』の後半から。ただし、ATVでは『勇者エクスカイザー』のみの放映だった。
38. ↑  (アナログ放送)本放送開始時の一番手の番組でもあった。
39. ↑  2014年2月22日、お笑い芸人の天野ひろゆきと結婚